# Liste der Monuments historiques in Maxent (Ille-et-Vilaine)
Die Liste der Monuments historiques in Maxent (Ille-et-Vilaine) führt die Monuments historiques in der französischen Gemeinde Maxent auf.

## Liste der Objekte
| Bezeichnung                                                         | Beschreibung                                 | Standort                                     | Kennzeichnung | Schutzstatus | Datum | Bild           |
| ------------------------------------------------------------------- | -------------------------------------------- | -------------------------------------------- | ------------- | ------------ | ----- | -------------- |
| Drei Bas-Reliefs: Szenen aus dem Alten Testament                    | Holz, 16. Jahrhundert                        | in der Sakristei der Kirche St-Maxent (Lage) | PM35000317    | Classé       | 1919  |                |
| Taufbecken                                                          | Granit, 15. Jahrhundert                      | in der Kirche St-Maxent (Lage)               | PM35000315    | Classé       | 1919  | weitere Bilder |
| Kreuzigungsfenster                                                  | 16. Jahrhundert                              | in der Kirche St-Maxent (Lage)               | PM35000316    | Classé       | 1919  |                |
| Skulpturengruppe: Christus am Kreuz, Maria und der Apostel Johannes | Holz, polychrom gefasst, um 1700             | in der Kirche St-Maxent (Lage)               | PM35001312    | Inscrit      | 1980  |                |
| Skulptur: Christus mit den Leidenswerkzeugen                        | Stein, 16. Jahrhundert                       | in der Kirche St-Maxent (Lage)               | PM35000782    | Classé       | 1919  |                |
| Gemälde Die Muttergottes überreicht den Rosenkranz                  | Stoff, bemalt, 1693                          | in der Kirche St-Maxent (Lage)               | PM35001440    | Inscrit      | 1982  |                |
| Glocke                                                              | Bronze, 1618 gegossen                        | in der Kirche St-Maxent (Lage)               | PM35003050    | Inscrit      | 1980  |                |
| Prozessionsfahne: Maria und der heilige Maxent                      | Stoff, Ende des 19. Jahrhunderts             | in der Kirche St-Maxent (Lage)               | PM35001313    | Inscrit      | 1980  |                |
| Monstranz                                                           | Silber, vergoldet, Ende des 19. Jahrhunderts | in der Kirche St-Maxent (Lage)               | PM35001314    | Inscrit      | 1980  |                |
| Kelch und Patene                                                    | Silber und Email, Ende des 19. Jahrhunderts  | in der Kirche St-Maxent (Lage)               | PM35001315    | Inscrit      | 1980  |                |